# Choe Chang-sik
Choe Chang-sik är en nordkoreansk politiker och landets folkhälsominister från 5 oktober 2006 till april 2013. Han tjänstgjorde som vice folkhälsominister 1998–2006 under Kim Su-hak. Choe Chang-sik är även ordförande för nordkoreanska läkarförbundet.